# 広寧県 (張家口市)
広寧県（こうねい-けん）は中華人民共和国河北省にかつて存在した県。現在の張家口市涿鹿県一帯に相当する。
前漢により設置された下落県を前身とする。三国時代、魏により下洛県、南北朝時代には北魏により広寧県と改称された。寿昌年間に廃止されている。